# Palacio de Bruntál

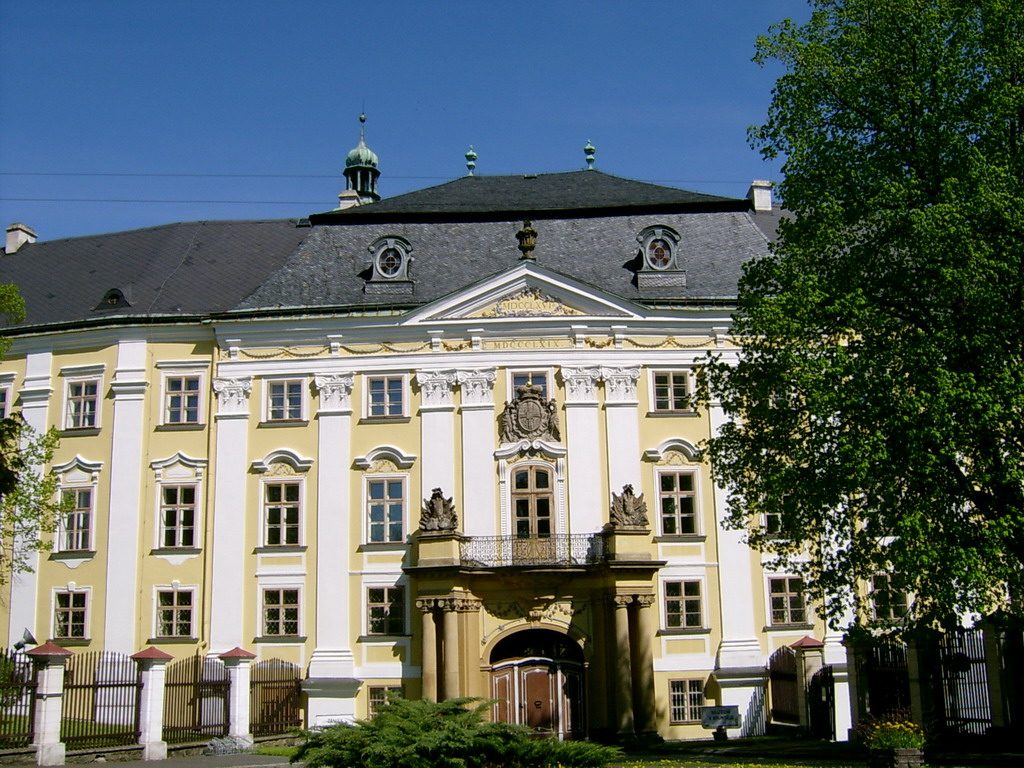
Fachada principal.

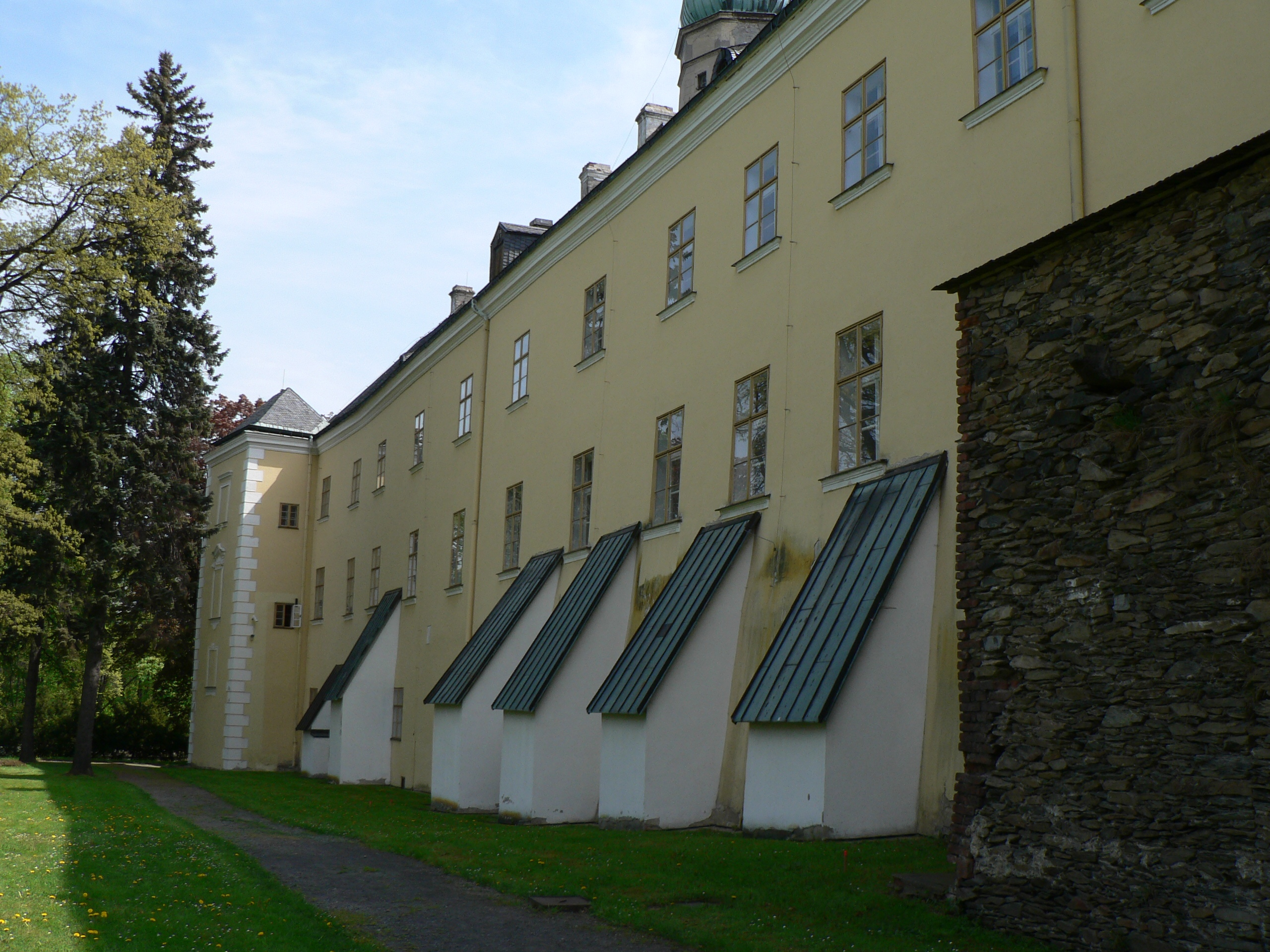
Ala este.

El palacio de Bruntál, ubicado en el centro de la ciudad del mismo nombre, es uno de los monumentos más importantes del área. Se trata de un edificio cuyo plano presenta la atípica forma de sector circular, de modo que el patio de armas tiene trazo de triángulo. Rodean este conjunto unos jardines de palacio. En el interior del edificio se ha conservado un valioso menaje, que incluye una rica colección de pinturas, una armería y una biblioteca. Además, el palacio acoge un museo local, salas de exposiciones y es sede de actos culturales y sociales.

## Historia
Inicialmente modelado como castillo tardogótico en plena ciudad a finales del siglo XV, fue transformado a mediados del siglo XVI en un ostentoso palacio de estilo renacentista nórdico para servir de residencia a los señores de Vrbno. Es testimonio de esta reforma un patio de armas de majestuosos pasillos arqueados, así como la soberbia torre del homenaje. Tras la Batalla de la Montaña Blanca, fue expropiado y transferido a la Orden de los Caballeros Teutones. Durante la Guerra de los Treinta Años quedó tan dañado el inmueble, que a mediados del siglo XVIII se barajó la posibilidad de demolerlo. Mas en 1766 se decidió su reforma (la última), la cual le dio su apariencia actual. Surgió así un inmueble que unía, de un modo singular, renacimiento con barroco. Aún sería retocado a mediados del siglo XIX y principios del siglo XX, pasando, en 1945, a ser administrado por el Estado checoslovaco.

## Jardines de palacio
Se estima que los jardines fueron creados en el siglo XVI, pero no fue hasta mediados del siglo XVII que la Orden Teutónica estableció el mantenimiento regular del parque. Éste sufriría una importante remodelación en tiempos de Eugenio de Habsburgo (1894), llevada a cabo por el arquitecto G. J. Hauberisser. En la actualidad, tan sólo la parte delantera conserva su disposición barroca. El resto queda como parque paisajístico natural, en el que encontramos vestigios de la muralla de la ciudad, una salla terrena de 1894, un bastión y once esculturas, la mayoría de arenisca, de finales del siglo XVIII y principios del siglo XIX. La superficie total del parque es 2,5 ha.

## Museo
El museo del palacio ofrece exposiciones sobre la historia de éste, así como sobre el entorno natural y las artes y oficios tradicionales del área de Bruntál. Otros monumentos importantes, bajo la custodia del museo, son el Castillo de Sovinec y los antiguos cuarteles de Karlovice ve Slezsku. La idea de crear un museo dentro del palacio surgió en 1898 con la creación de una asociación, gracias a cuyos esfuerzos fue inaugurada la primera exposición en 1913, en el marco del séptimo centenario de la fundación de Bruntál.